# Hôtel d'Estrées
L’hôtel d'Estrées est un hôtel particulier situé à Paris dans le 7e arrondissement, au 79 rue de Grenelle. C'est actuellement la résidence de l'ambassadeur de Russie en France.

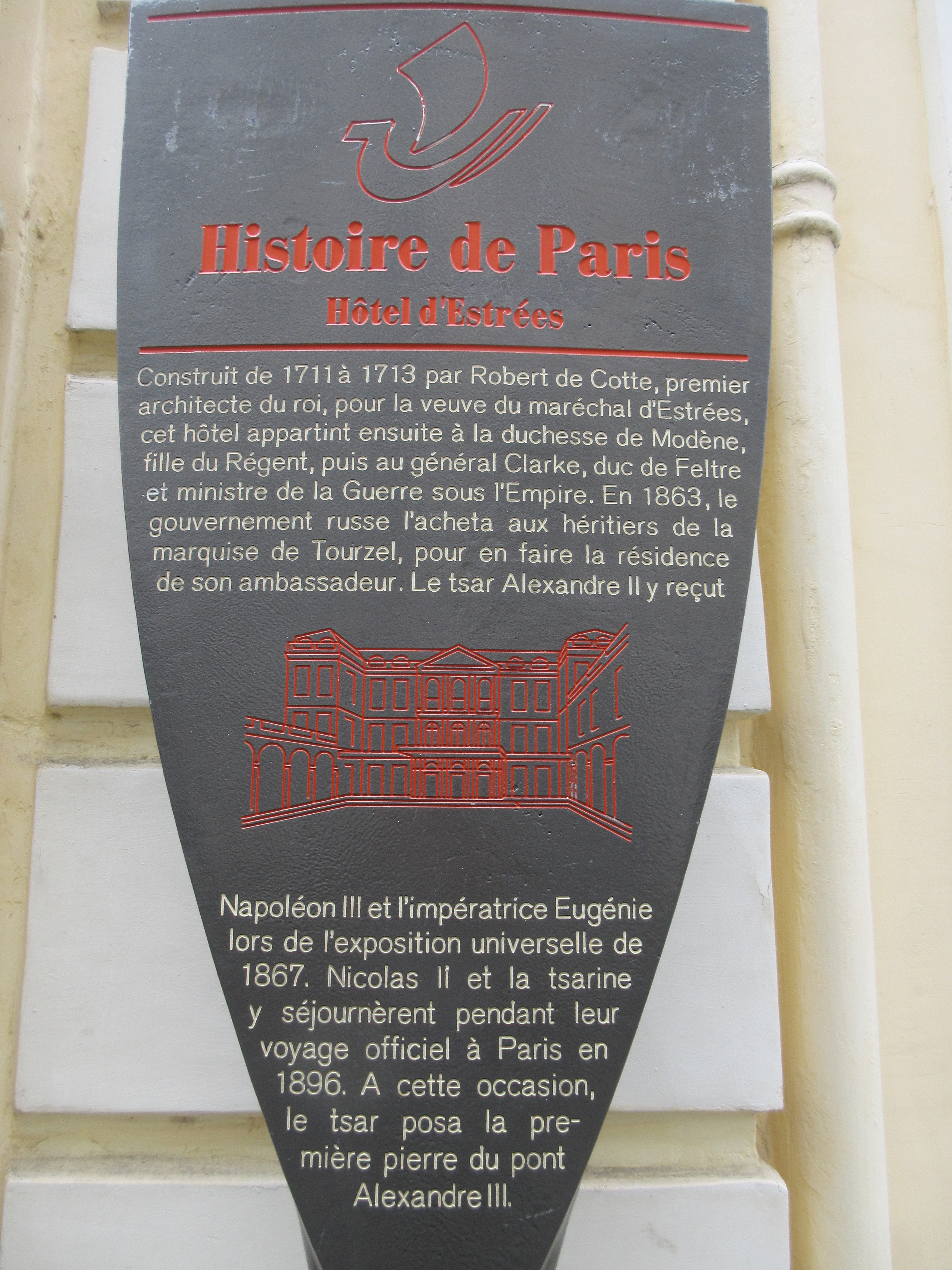
Panneau Histoire de Paris.

## Historique
L'hôtel a été construit entre 1711 et 1713 par Robert de Cotte, premier architecte du roi, pour Madeleine-Diane de Bautru de Vaubrun (1668?-1753), veuve du duc d'Estrées.
Après la mort de la duchesse, son neveu et héritier Louis Antoine de Gontaut-Biron le vend à Charlotte-Aglaé d'Orléans, épouse de François III de Modène, duc de Modène, fille du Régent. Le duc de Modène, après la mort de son épouse survenue en 1761, le revend à Anne-François d'Harcourt, marquis, puis duc de Beuvron (1727-1797). 
À la Révolution française, ce dernier n'émigre pas. En l'an VIII, ses héritiers vendent l'hôtel au général Henri Jacques Guillaume Clarke, duc de Feltre (1765-1818), ministre de la Guerre sous l'Empire, entre 1807 et 1814.
En 1823, il est acheté par la duchesse de Tourzel, née Louise Elisabeth de Croy d'Havré (1749-1832), dont les héritiers le vendent en 1863, moyennant 1,3 million de francs, au gouvernement impérial russe. Ce dernier y installe alors l'ambassade de Russie.
Après cette acquisition, le nouveau propriétaire remanie considérablement l’aménagement intérieur de l’hôtel, pour les besoins de l’administration de l'ambassade.
Le bureau et les appartements privés de l'ambassadeur sont installés au rez-de-chaussée, les salons de réception au premier étage. Au même étage, dans l’aile droite, se trouvaient les appartements réservés aux hôtes d’honneur ; ils étaient à la disposition des membres de la famille impériale de passage à Paris.
L'empereur Alexandre II y fut reçu pour un bal par Napoléon III et l'impératrice Eugénie, à l'occasion de l'exposition universelle de 1867.
Nicolas II et l'impératrice Alexandra y séjournèrent pendant leur voyage officiel à Paris en octobre 1896. Le couple donna une réception pour le président de la République Félix Faure et l'impératrice y présenta ses condoléances à la veuve de Sadi Carnot, assassiné par des anarchistes deux ans auparavant. À cette occasion également, le tsar posa la première pierre du pont Alexandre-III.
De 1924 à 1978, il s'agit de l'ambassade de l'URSS en France. En 1977, y a lieu une rencontre entre Leonid Brejnev et Georges Marchais, secrétaire général du PCF. Depuis 1978, le siège de l'ambassade de Russie en France est situé aux 40-50 boulevard Lannes, dans le 16e arrondissement. L'hôtel d'Estrées devient pour sa part la résidence officielle de l'ambassadeur.
Dégagé de toute contingence, l’hôtel d’Estrées subit en 1981-1982 une restauration complète effectuée par une équipe de plus de deux cents restaurateurs. Le décor d’origine du début du XVIIIe siècle ayant totalement disparu après plusieurs remaniements successifs, la restauration intérieure a été restituée selon le style Second Empire.

## Architecture
Sur le plan architectural, l’hôtel d’Estrées est conçu de la même manière que d’autres bâtiments de la même époque. Derrière le portail massif en demi-cercle, se trouve la cour d’honneur pavée. Les combles au troisième étage furent rajoutés par la suite et surplombent l’ensemble. La façade est décorée par un fronton classique avec pilastres corinthiens. Derrière le bâtiment se trouve un jardin rectangulaire à la française, au centre - la sculpture de Marianne offerte à l'ambassade de Russie par le peintre et sculpteur français Paul Flickinger à l’occasion des Années croisées 2010.

### Pièces remarquables
- Le Salon bleu, qui était le cabinet de travail du tsar Nicolas II au cours de sa visite en France en 1896. Malgré la période soviétique, la pièce a conservé en décor sur les murs le monogramme d'Alexandre III et les armes impériales (l'aigle à deux têtes avec le médaillon de saint Georges, terrassant un dragon)[1].
- Le Salon doré, qui comporte quatre colonnes cannelées à chapiteau corinthien, des sculptures en bronze de style néoclassique (fin du XVIIIe siècle) et des représentations des Fables de Jean de la Fontaine[1].
- Le grand escalier, où figure la tapisserie Le Triomphe d'Alexandre de Macédoine, tissée au XVIIe siècle à Bruxelles et inspirée de Charles Le Brun[1].
- La salle à manger, où est accroché Le Mirage, un tableau d'Ivan Aïvazovski présentant une vue de Constantinople dans la brume. Des tableaux de l'école flamande figurent dans la même pièce[1].
- Une antichambre au premier étage, où est accroché un portrait de la Grande Catherine et un d'Alexandre III. Il donne sur la gauche sur le Salon rouge (de style Louis XV et qui compte une cheminée baroque en granit rouge, une imposante pendule et des candélabres en bronze du début du XIXe siècle), où ont lieu les réceptions officielles[1].
- Le Salon vert, dans l'aile droite du premier étage : il s'agissait de la salle à manger à l’époque de l'Empire russe[1].

## Iconographie

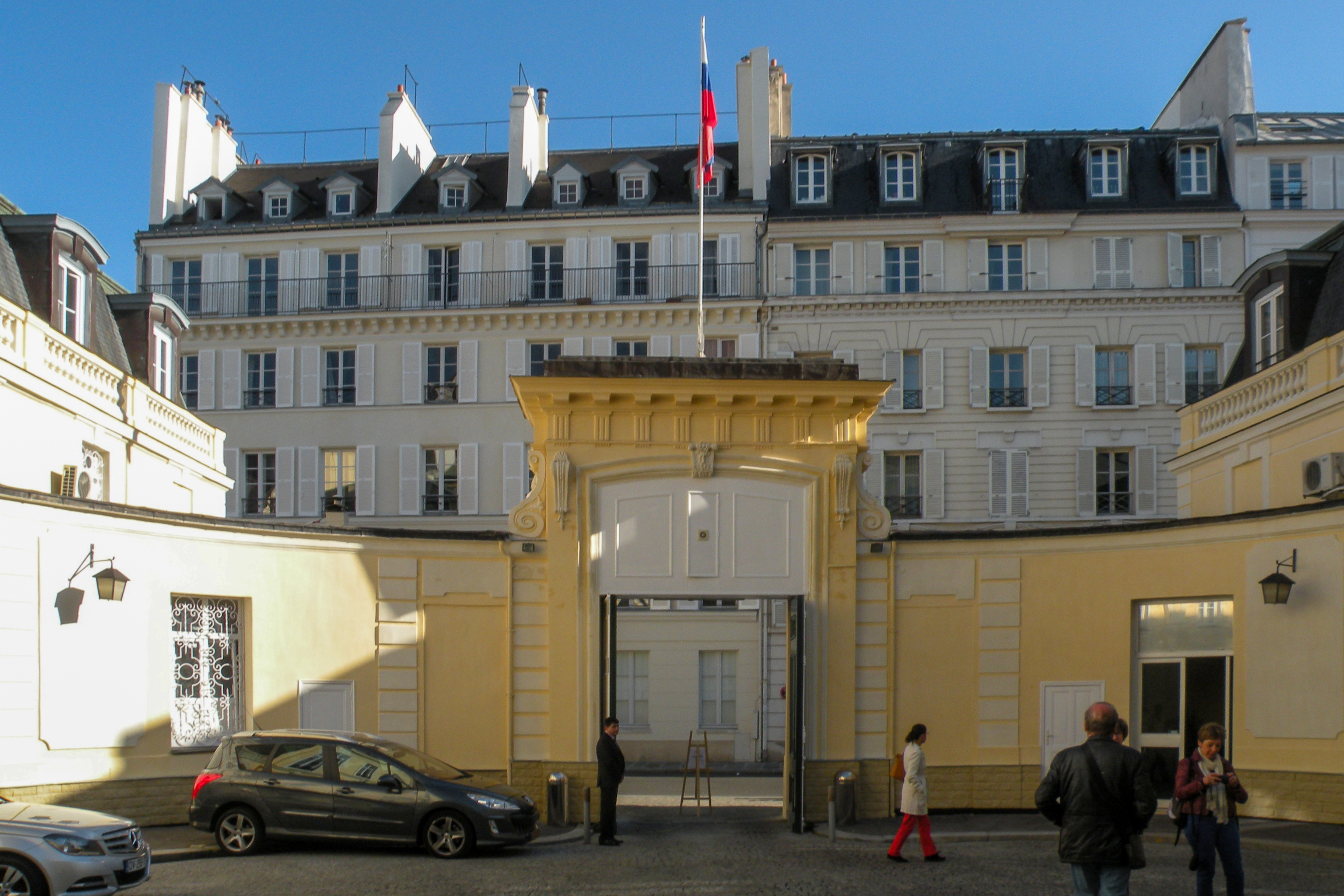
Portail de la cour d'honneur.
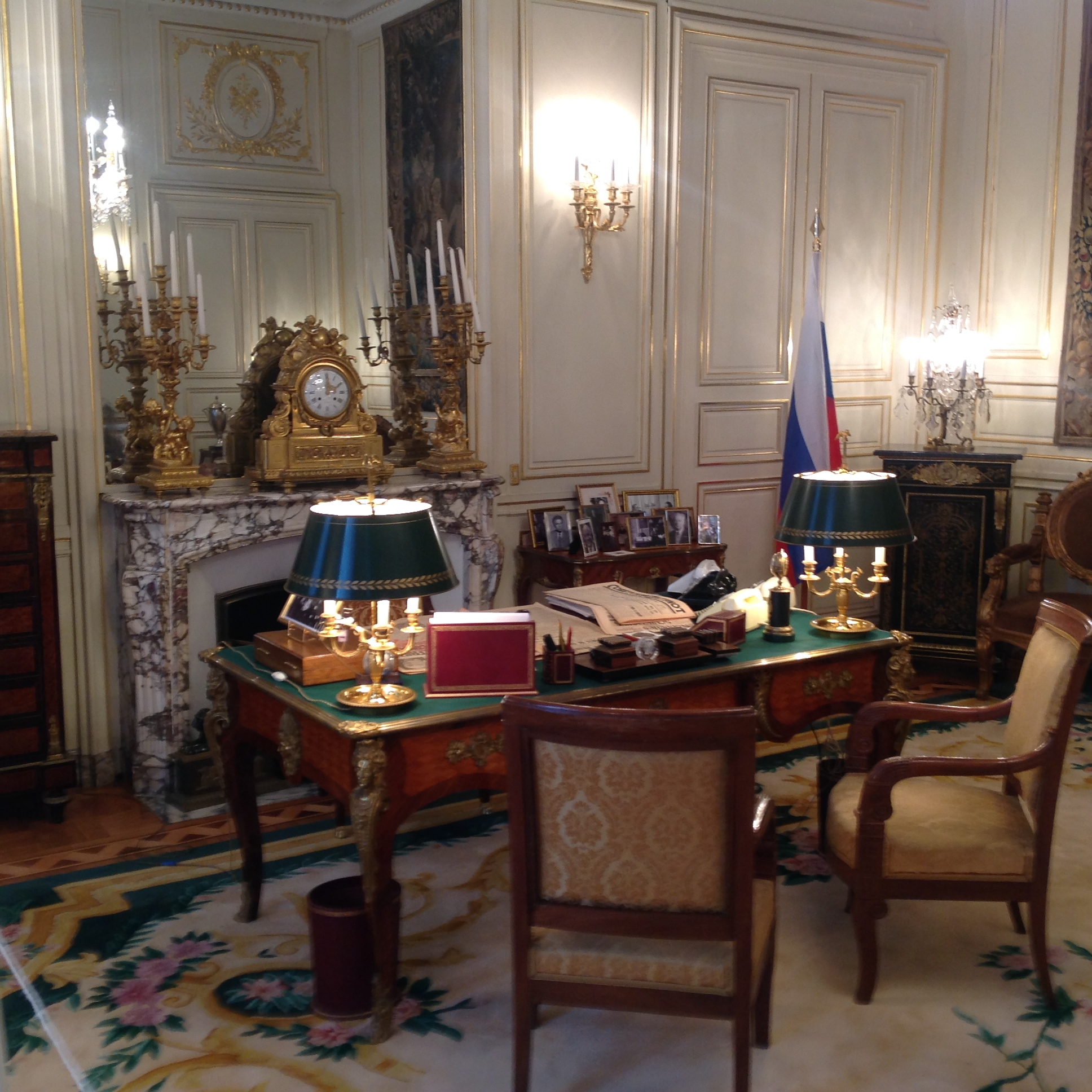
Bureau de l'ambassadeur.
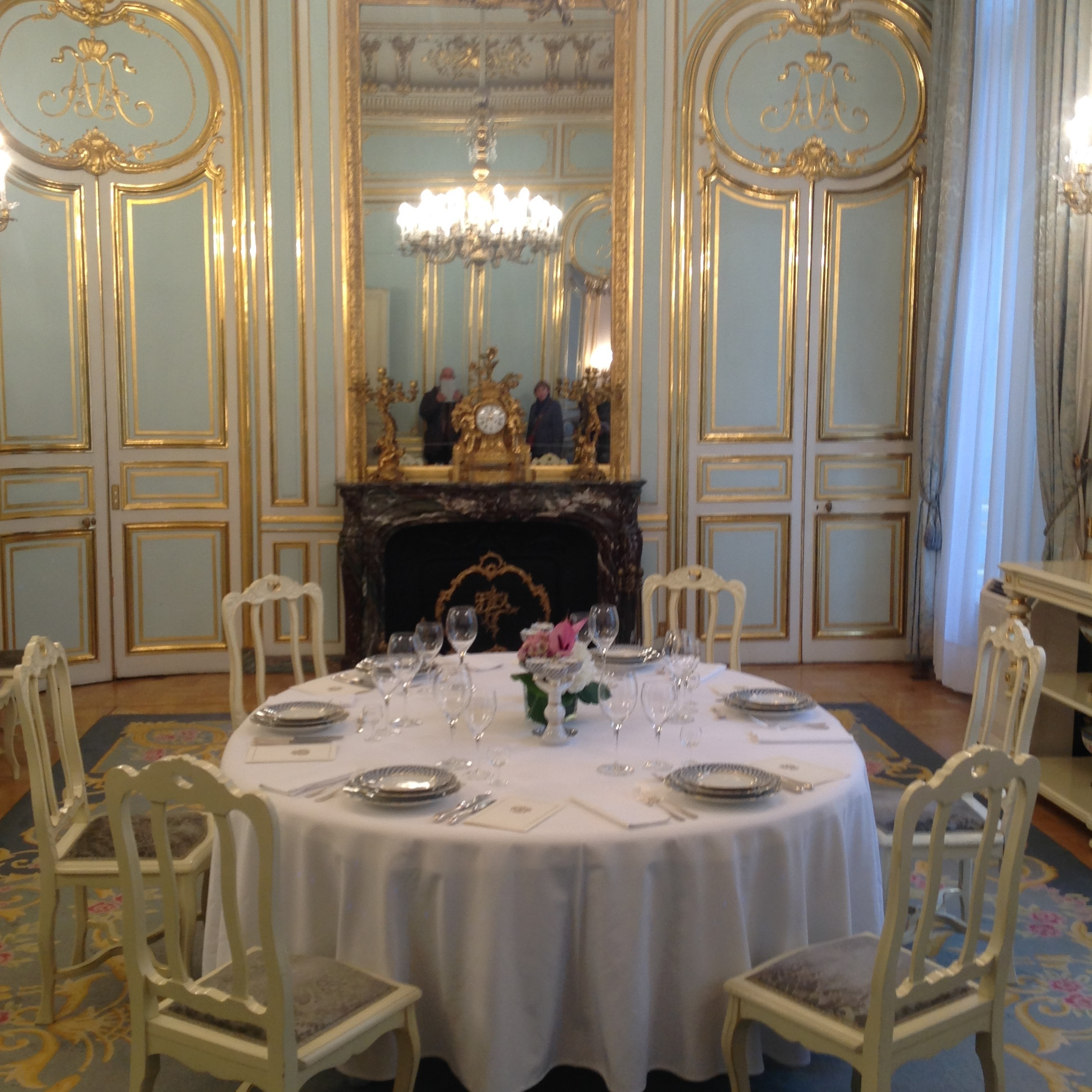
Salon bleu.
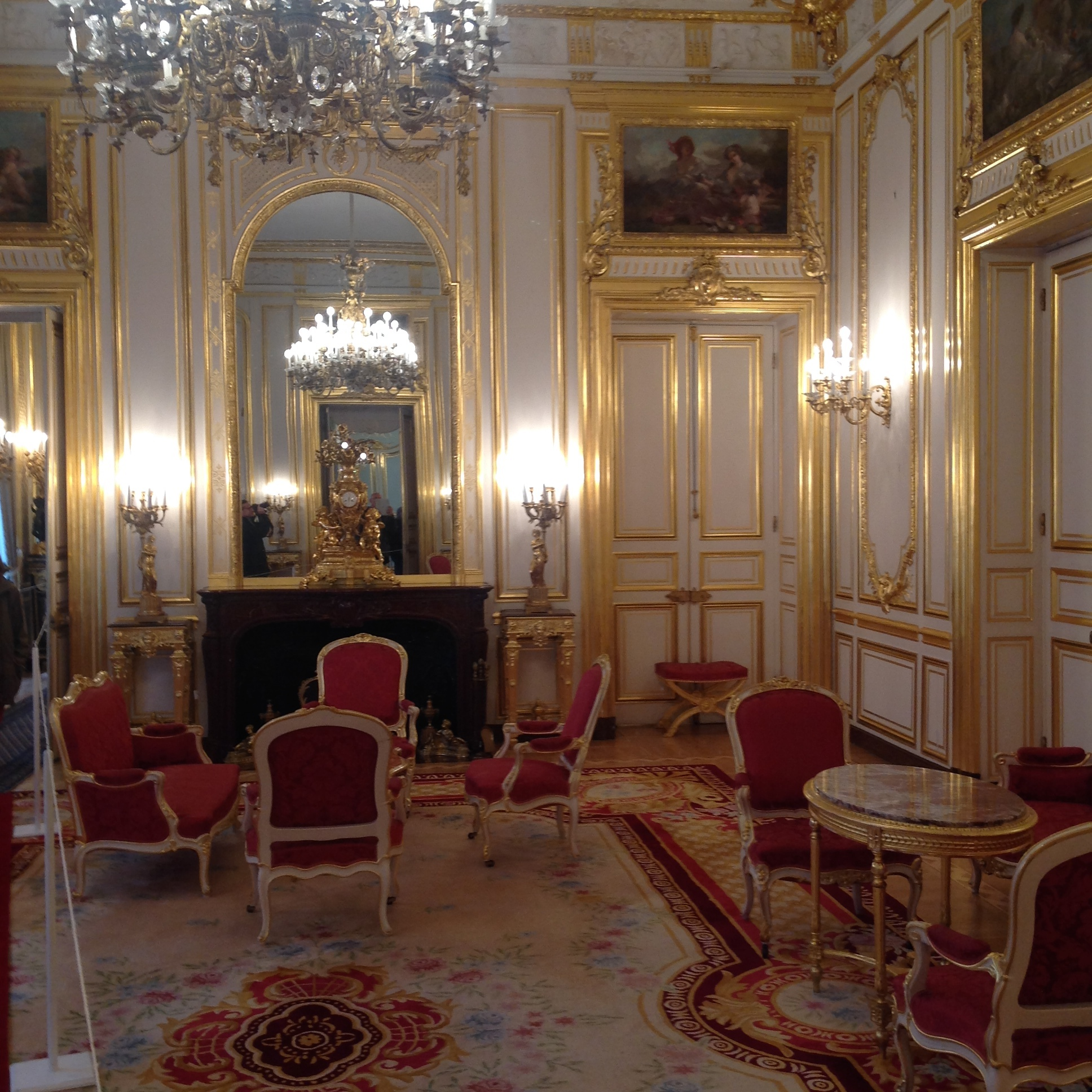
Salon rouge.
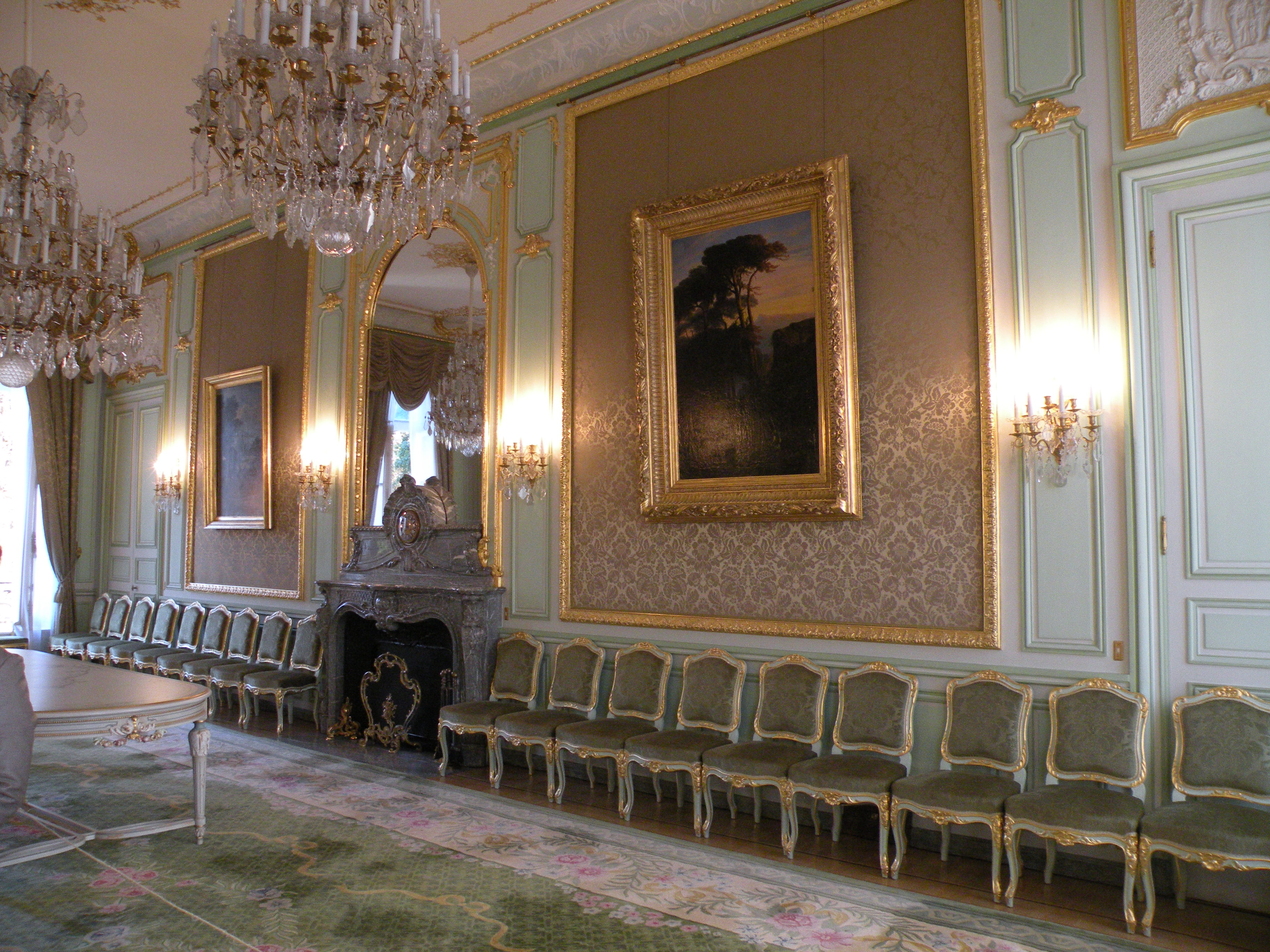
Salon vert.
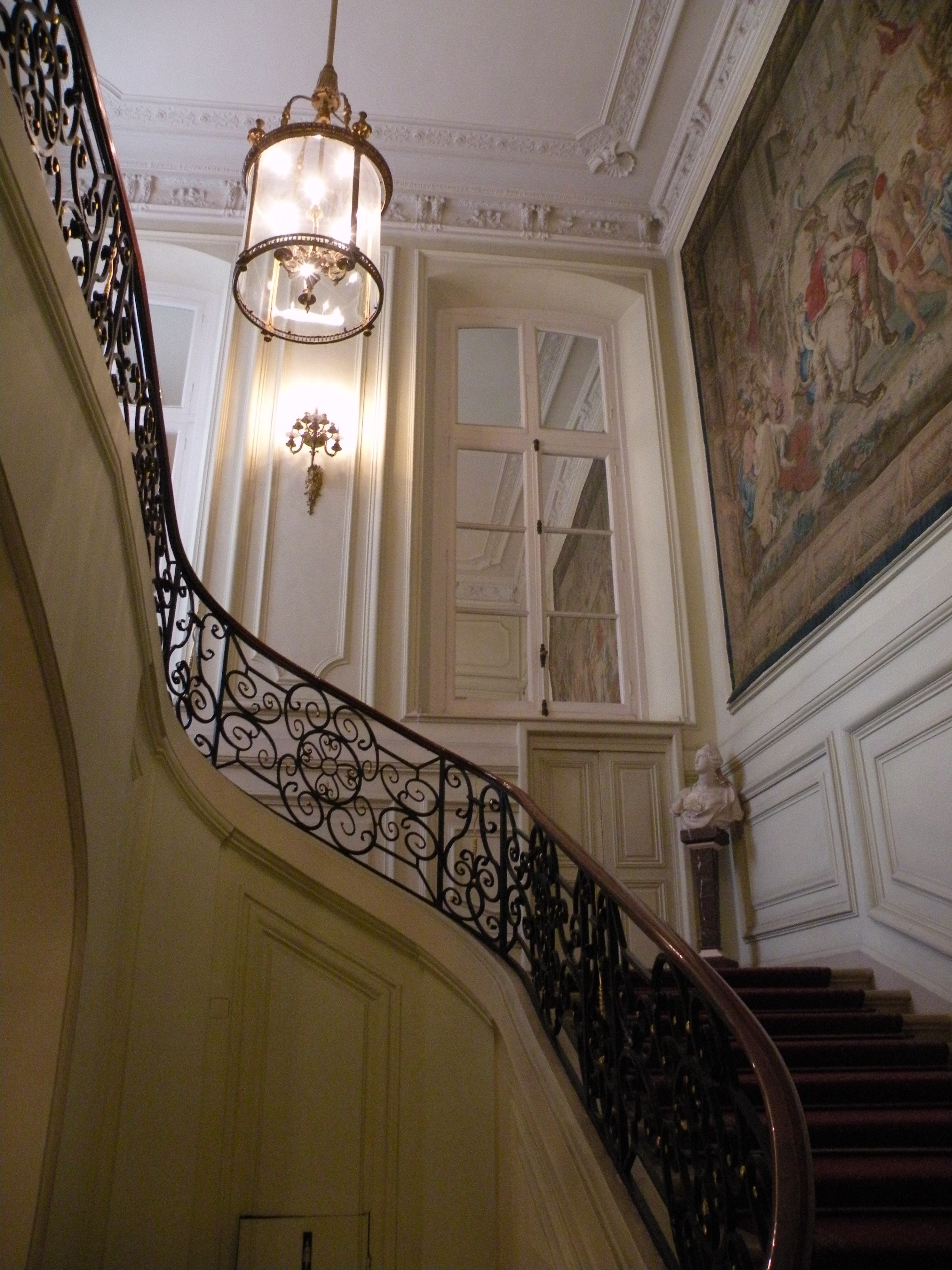
Grand escalier.
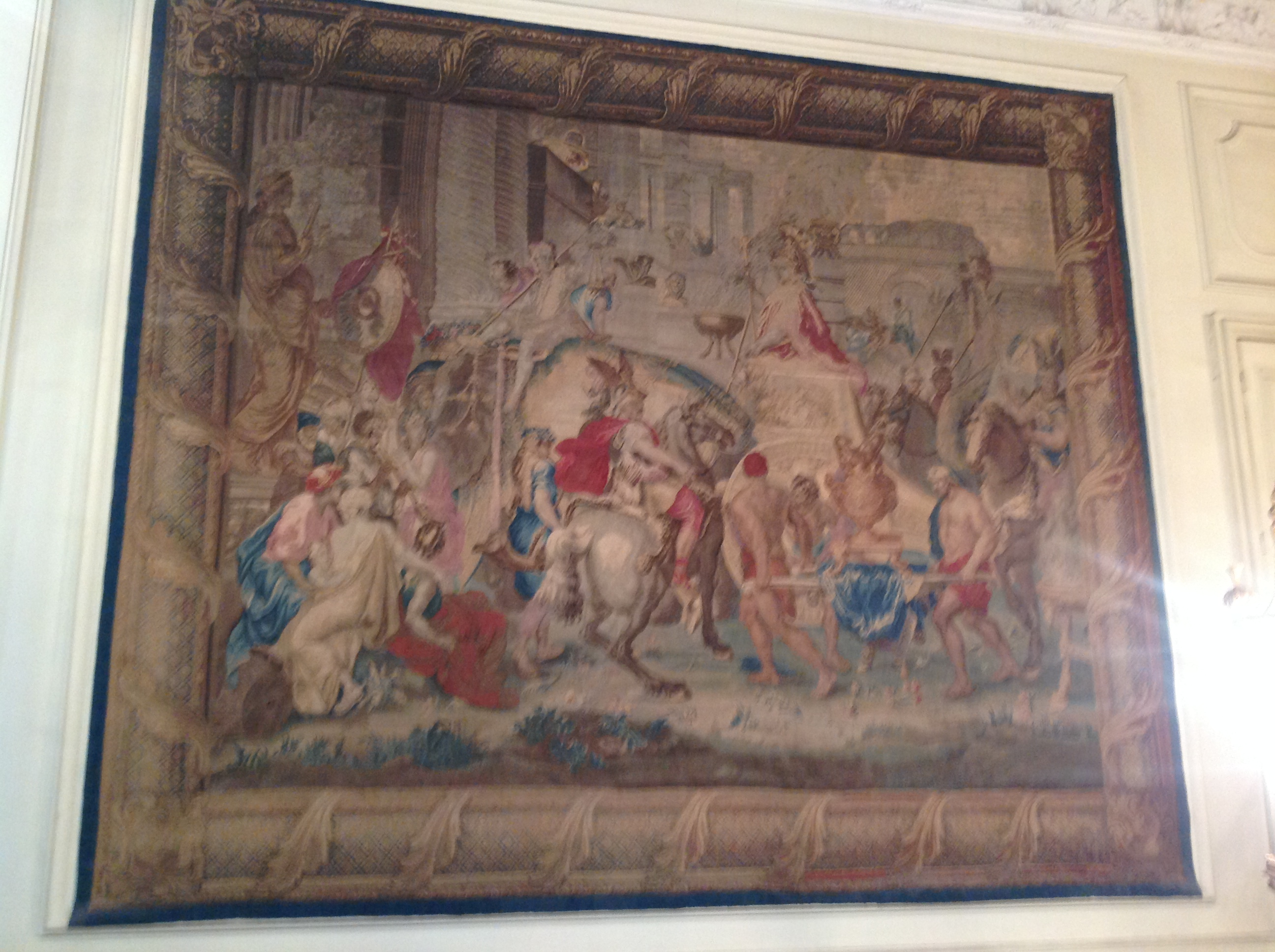
Tapisserie du grand escalier.
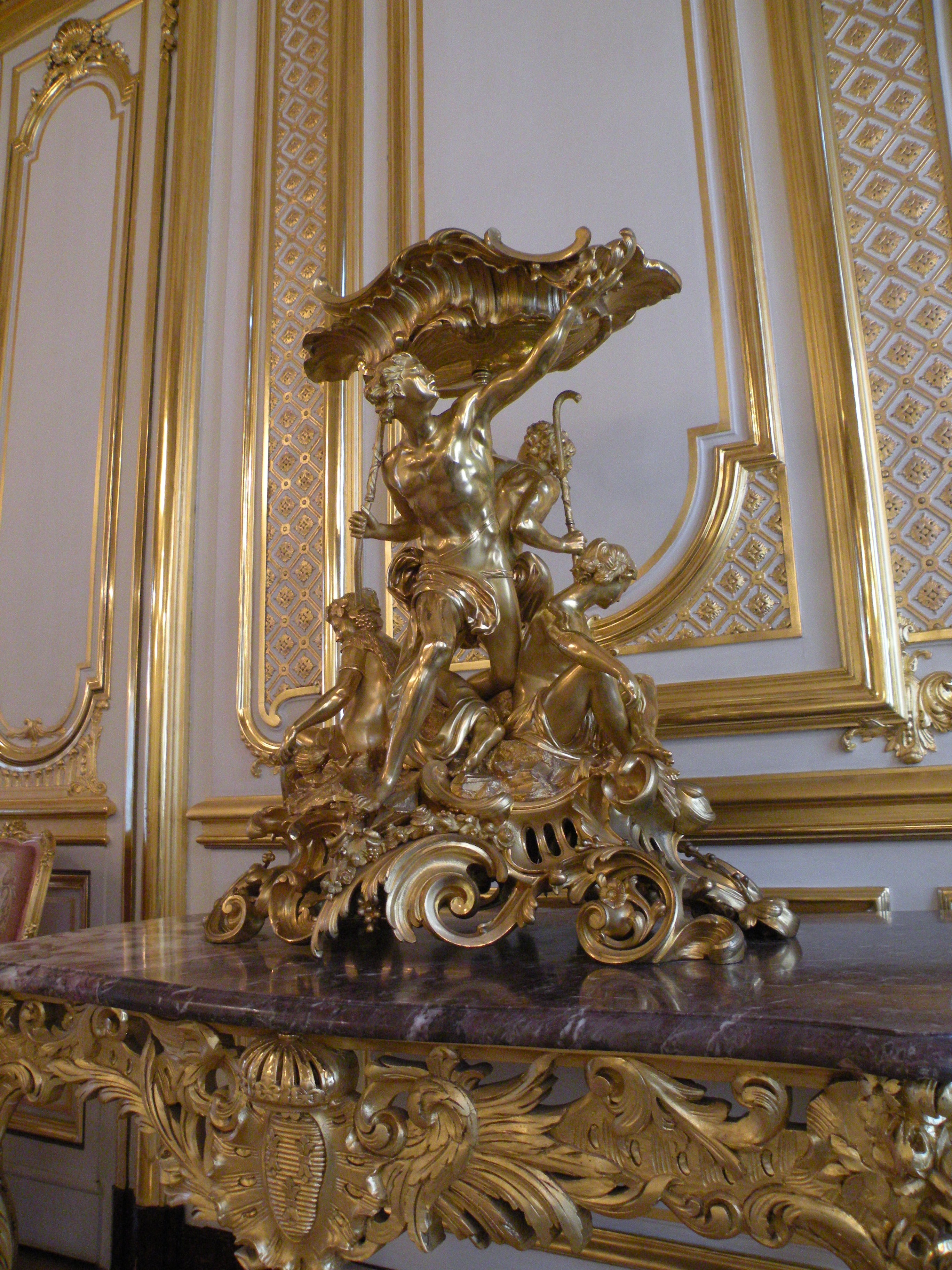
Salon doré.
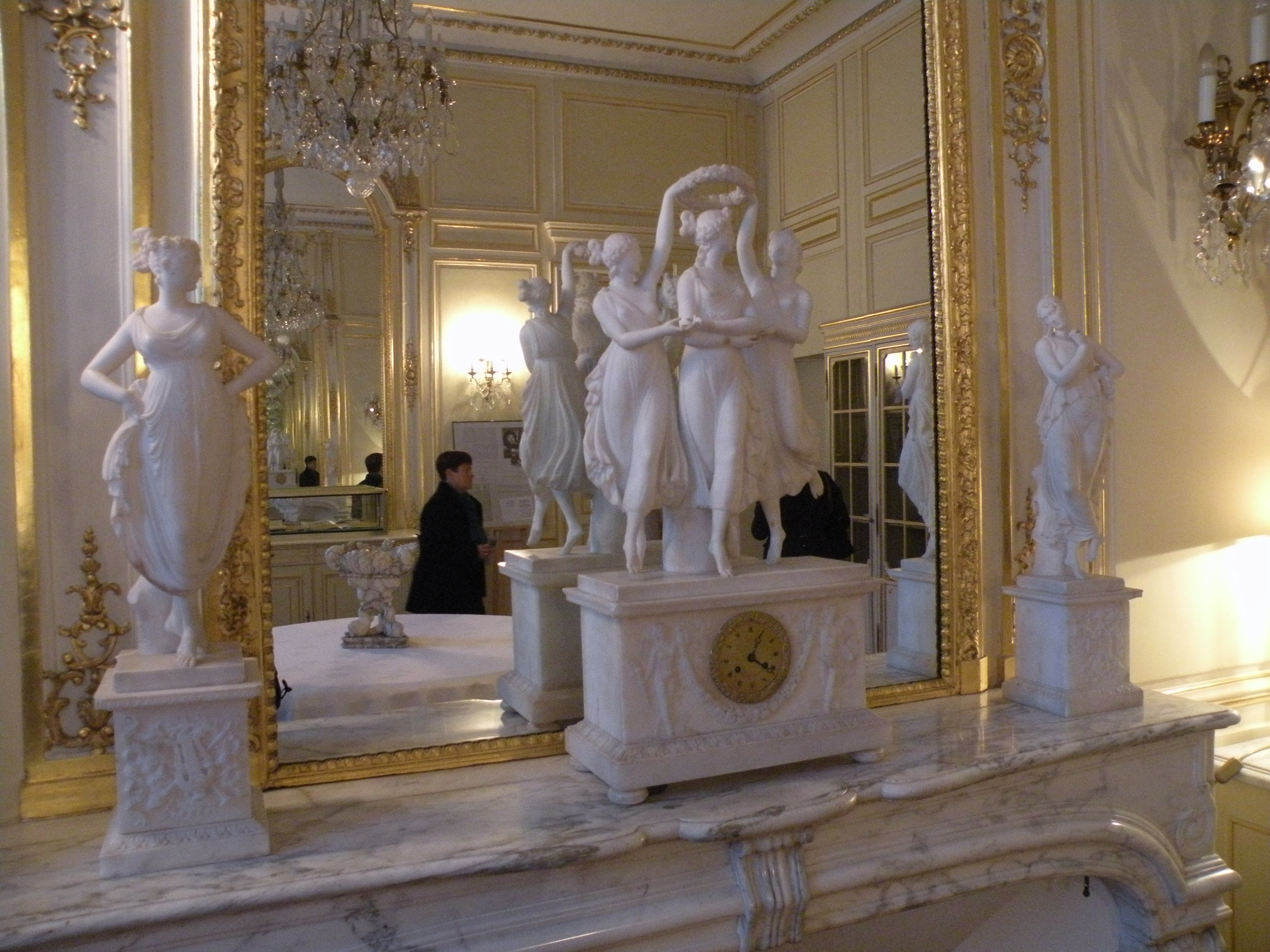
Salon blanc.
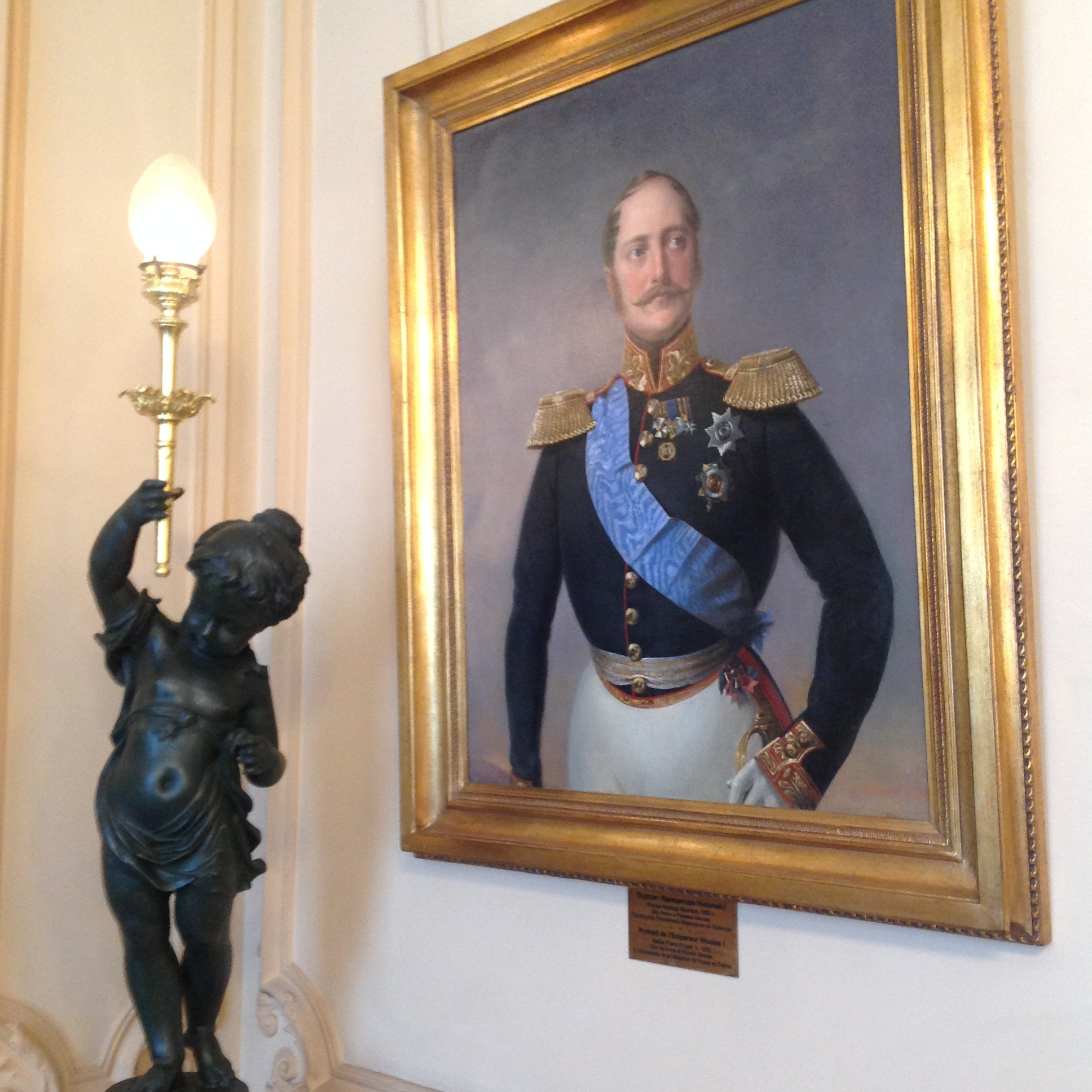
Portrait du tsar Nicolas Ier.
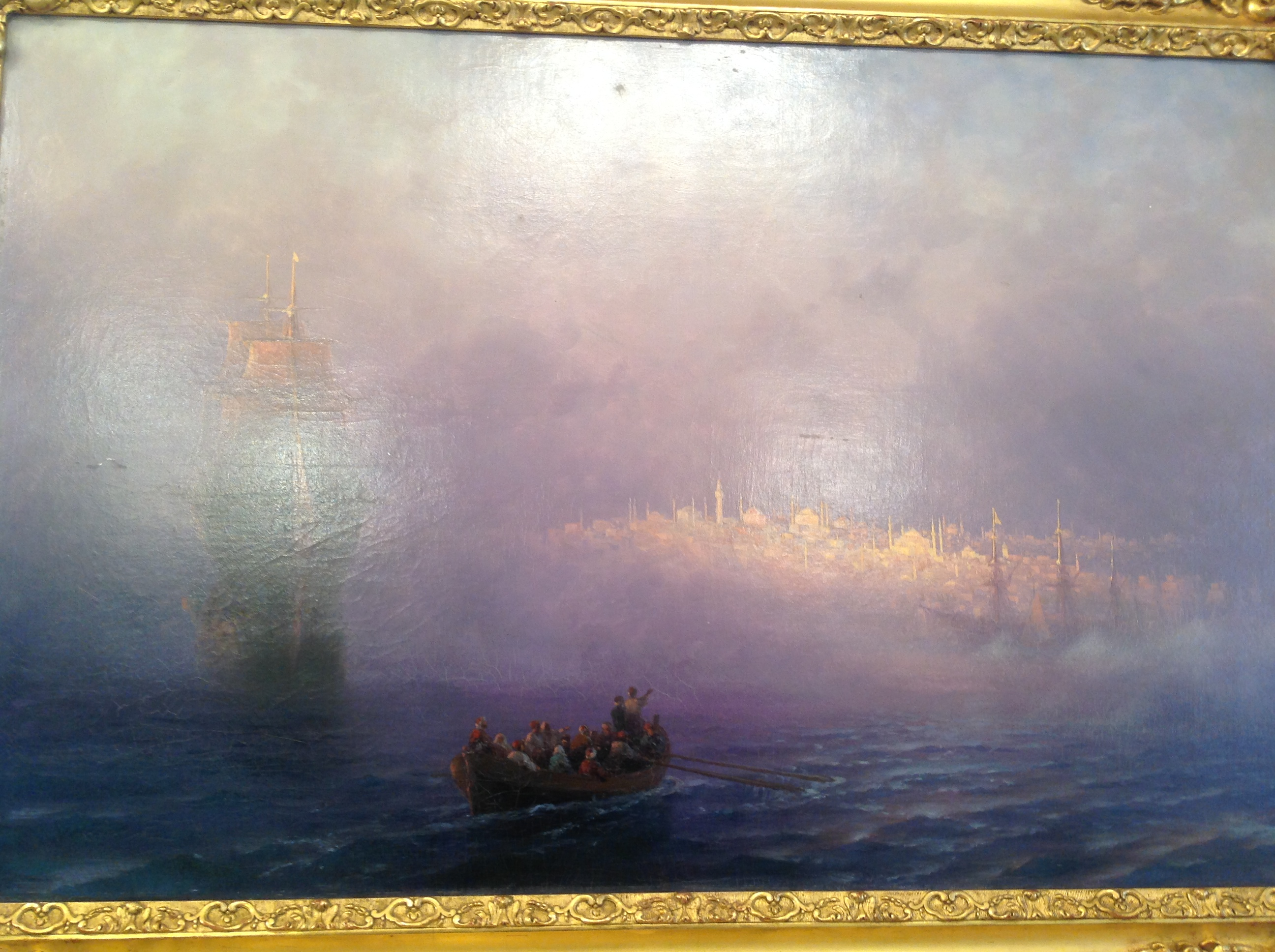
Le Mirage d'Ivan Aïvazovski.
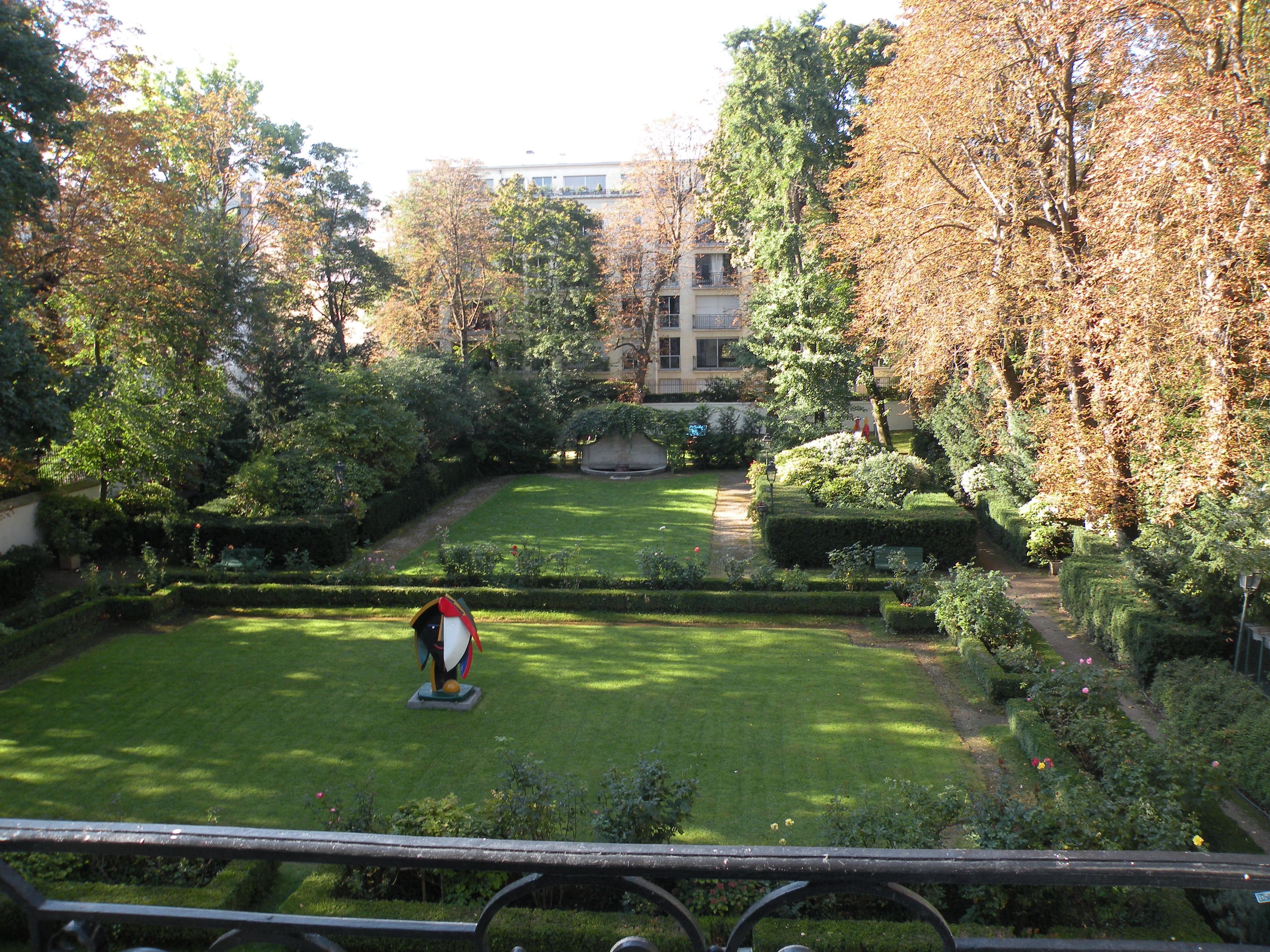
Jardins vus de l'hôtel.
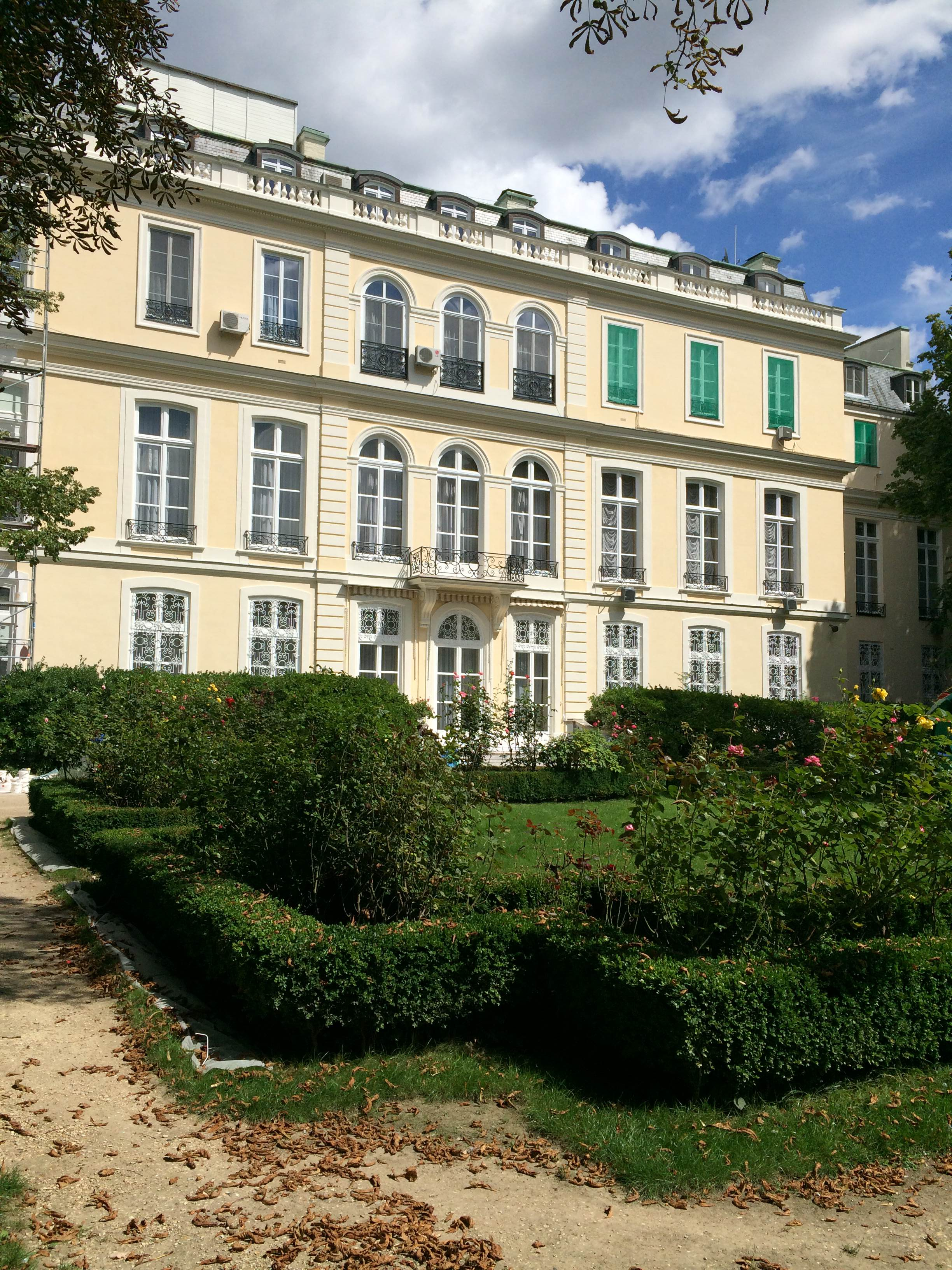
Hôtel vu des jardins.

## Pour approfondir